# Jo Johannis Dronkers
Jo Johannis Dronkers (Poortvliet,24 mei 1910 - 's-Gravenhage 20 februari 1973) was een wiskundige die de grondslag legde voor de methode van berekening van getijden en getijstromen in zeegaten. Dit was de wiskundige basis voor het ontwerp van de Deltawerken.

## Jeugd en studie
Jo Johannis Dronkers was een burgemeesterszoon uit Poortvliet. Zoon van Willem Dronkers en Cornelia Pieternella van der Slikke. Hij had een tweelingbroer, Johannis Jo (1910-1993). Hij  volgde de Rijks H.B.S. in Bergen op Zoom en studeerde daarna wis- en natuurkunde aan de Rijksuniversiteit Leiden. In zijn dissertatie gaat "Over stratifieerbare congruenties" (1939) onder leiding van zijn promotor prof. Willem van der Woude. Het proefschrift gaat over een zuiver, vrij abstract wiskundig probleem. Van zijn 11 stellingen gingen echter vijf over de getijden, die verder in het proefschrift in het geheel niet aan de orde kwamen. Drie van die vijf stellingen bevatten fundamentele kritiek op het werk van Jannis Pieter Mazure, op dat moment een van de invloedrijkste mensen op het gebied van getijberekeningen in Nederland. Een andere stelling ging over een onnauwkeurigheid in het werk van Hendrik Lorentz in zijn rapport over de getijbeweging als gevolg van de Zuiderzeewerken. Deze stellingen waren een gevolg van het werk wat hij in die tijd naast zijn promotiestudie deed voor Rijkswaterstaat.

## Werk
In 1934 was Dronkers in dienst gekomen van de Studiedienst van de Zeearmen, Benedenrivieren en Kusten, vanaf 1933 was dit een onderdeel van de directie benedenrivieren was geworden onder leiding van dr.ir. Johan van Veen. Zijn taak daar was de wiskundige behandeling der getijden en wat daarmee samenhing in detail ter hand te nemen. Hij was de eerste "wiskundige ingenieur" in bij de Rijkswaterstaat. Hij was actief betrokken bij de droogmaking van Walcheren in 1945. In het boek van Den Doolaard wordt hij opgevoerd als "De Rekenmeester".  Daarna speelde hij ook een belangrijke rol  bij de voorbereiding van de werkzaamheden na de stormvloed van 1953. Hij werd in 1963 hoofd van de waterloopkundige afdeling van de Deltadienst, als opvolger van ir. Ferguson. Hij had een belangrijk aandeel in de getijberekeningen die voor Deltaplan nodig waren.
Zijn wiskundige kennis resulteerde in de ontwikkeling van verschillende berekeningsmethodieken, waarmee een wetenschappelijke basis werd gelegd voor een groot aantal wetmatigheden die tot dan een empirisch karakter hadden. Daardoor werd het mogelijk consequenties van waterbouwkundige ingrepen vooraf te analyseren en een rationeel beleid op waterbouwkundig gebied te ontwikkelen. 
Zijn hoofdwerk "Tidal computations in rivers and coastal waters" (1964) mag als standaardwerk voor de theorie van de getijberekeningen beschouwd worden. Hier ging echter een behoorlijke discussie aan vooraf. Volgens Van Veen zou de numerieke aanpak van Dronkers veel te rekenintensief zijn, en dus niet tijdig tot praktische resultaten kunnen leiden. Van Veen pleitte daarom voor het gebruik van een elektrisch analogon. Thijsse daarentegen vond dat je dit beter kon benaderen met een fysiek model in het Waterloopkundig Laboratorium (waar hij directeur van was).

## Eerbewijzen
- 1959 - Orde van Oranje-Nassau
- 1965 - Conradmedaille van het Koninklijk Instituut van Ingenieurs.